# Howard Brookner
Howard Brookner (30. dubna 1954 – 27. dubna 1989) byl americký filmový režisér a scenárista, známý pro dokumentární film Burroughs: The Movie.

## Život
Narodil se v New Yorku a studoval na Kolumbijské a Newyorské univerzitě. Od konce sedmdesátých let pracoval na dokumentárním filmu o spisovateli Williamu Sewardu Burroughsovi. Ten nakonec dostal název Burroughs: The Movie a premiéru měl v roce 1983. Na snímku se jako zvukař podílel režisér Jim Jarmusch. Brookner se jako elektrikář podílel na jeho snímku Trvalá dovolená. Rovněž mu bylo poděkováno v závěrečných titulcích Jarmuschova filmu Tajuplný vlak. Později natočil film o divadelním režisérovi Robertu Wilsonovi s názvem Robert Wilson and the Civil Wars. Později rovněž natočil komedii Vražda na Broadwayi. Premiéry tohoto filmu, která proběhla 3. listopadu 1989, se však nedočkal. Zemřel v New Yorku dne 27. dubna 1989, tři dny před svými pětatřicátými narozeninami. Byl gay. Příčinou úmrtí bylo AIDS. Pochován byl v den svých pětatřicátých narozenin. V roce 2016 měl premiéru dokumentární film o Brooknerově životě s názvem Uncle Howard, který režíroval jeho synovec Aaron Brookner. Vystupovali zde například Jim Jarmusch, Tom DiCillo a Sara Driver.